# Alexander Iljitsch Rabinowitsch-Barakowski
Alexander Iljitsch Rabinowitsch-Barakowski (russisch Александр Ильич Рабино́вич-Барако́вский, Alexandre Rabinovitch-Barakovsky; * 30. März 1945 in Baku/AsSSR) ist ein russischer Pianist und Komponist.

## Leben
Rabinowitsch studierte am Moskauer Konservatorium bei Dmitri Kabalewski und Alexander Pirumow. Als exzellenter Pianist spielt er Werke von Franz Schubert, Johannes Brahms und Alexander Skrjabin, aber auch Olivier Messiaen und Karlheinz Stockhausen. Seine Kompositionen entsprachen nicht den staatlichen Vorgaben in der Sowjetunion. So komponierte er Kantaten nach Texten des Symbolisten Andrei Bely, des Futuristen Welimir Chlebnikow und des Dichters Leonid Andrejew. Während er sich der seriellen Musik in der Nachfolge Anton Weberns verweigerte, kam er unter dem Einfluss der Kompositionen Terry Rileys zur Minimal Music.
1974 verließ er die Sowjetunion und ging ins Exil nach Paris, wo seine Kompositionen zu dieser Zeit jedoch auch wenig Anklang fanden. Als Pianist hingegen war er erfolgreich mit Konzerten mit Martha Argerich, mit der er Werke von Messiaen, Robert Schumann, Sergei Rachmaninow, Johannes Brahms, Wolfgang Amadeus Mozart, Paul Dukas, Richard Strauss, Maurice Ravel und anderen aufnahm. Seit 1980 lebt er in Genf. Aufgeführt wurden seine Werke u. a.  bei den Wittener Tagen für neue Kammermusik (1975), bei der Biennale di Venezia (1977 und 1979), beim Steirischen Herbst (1977) und bei der MusikTriennale Köln (1994).

## Werke
- Les mots de Andrei Biely, Kantate (1969)
- Le point d'appui trouvé, Kammermusik (1970)
- Happy end, elektroakustische Komposition (1972)
- La Belle Musique n°2, Kammermusik (1974)
- Perpetuum mobile für verstärktes Cello und verstärktes Klavier, Mark Dobrinsky gewidmet (1975)
- Fairy tale für verstärkte Violine und verstärktes Klavier (1975)
- Motif optimiste suivi de sa démystification et ainsi de suite für Klavier (1976)
- Le récit de voyage für Violine, Cello, Marimba und Klavier, Alexei Ljubimow gewidmet (1976)
- La Belle Musique n°3 für Orchester (1977)
- Requiem pour une marée noire für verstärkten Sopran, verstärktes Vibraphon und verstärktes Klavier nach Versen von Fjodor Tjuttschew (1978)
- Entente cordiale für verstärktes Klavier und Orchester (1979)
- Litanies für Streichquartett und Vibraphon (1979)
- Musique populaire für zwei verstärkte Klaviere, Martha Argerich gewidmet (1980)
- Discours sur la délivrance für verstärktes Cello und verstärktes Klavier (1982)
- La belle musique n°4 für vier verstärkte Klaviere (1987)
- Cantique pour Orfeo für verstärkten Bariton, verstärktes Vibraphon und verstärktes Klavier (1987)
- In illo tempore, Sinfonia concertante für zwei verstärkte Klaviere und Kammerorchester (1989)
- Das tibetanische Gebet, Kantate für Kammerchor und acht Musiker (1991–92)
- Musique populaire für zwei verstärkte Klaviere und Orchester (1994)
- 3 Invocations für Streichquartett und verstärkte Celesta (1995)
- Le labyrinthe et le centre, Sinfonia concertante für verstärkte Violine und Kammerorchester (1995)
- Incantations, Sinfonia concertante für verstärktes Klavier (und verstärkte Celesta) und Kammerorchester, Martha Argerich gewidmet (1996)
- Schwanengesang an Apollo für verstärkte Violine, verstärkte Celesta und verstärktes Klavier (1996)
- 6 états intermédiaires, Sinfonia für Orchester nach dem tibetanischen Totenbuch Bardo Thödröl (1997–98)
  - 1) La Vie
  - 2) Le rêve
  - 3) La Transe
  - 4) Le Moment de la mort
  - 5) La réalité
  - 6) L'existence
- La Triade, Sinfonia concertante für verstärkte Violine und Orchester, Yayoi Toda gewidmet (1998)
  - 1) The Mourning
  - 2) The Trance
  - 3) The Silence
- Retour aux sources, Sinfonia für Orchester, Vladimir Yankilevsky gewidmet  (1999)
  - 1) La prima materia
  - 2) L'Anthropos
- La harpe de David, Sinfonia concertante für verstärktes Cello und Orchester (1999)
  - 1) Pulsions
  - 2) Nirvanaprinzip
- The celtic harp, Sinfonia concertante für verstärkte Violine, verstärkte Viola und Orchester (2000)
  - 1) Mode de lamentation
  - 2) Mode de sourire
  - 3) Mode de sommeil
- L'oeuvre..., Sinfonia für Orchester (2000)
  - 1) L'oeuvre au noir
  - 2) L'oeuvre au blanc
  - 3) L'oeuvre au rouge
- Die Zeit für vier verstärkte Instrumente: Violine, Cello, Klavier und Celesta, Maria Balkan gewidmet (2000)
- Les trois Gunas für verstärkte Flöte, verstärkte Klarinette, verstärktes Clavinova und Perkussion (2001)
- Jiao für elf Streicher, verstärkte Celesta, verstärktes Vibraphon und verstärktes Clavinova (2004)
- Maithuna, Sinfonia concertante für Orchester (2005)
- Les Chants-Spirales für verstärktes Vibraphon, verstärktes Clavinova und verstärktes Klavier (2006)
- 3 Manas für verstärktes Klavier und verstärktes elektrisches Klavier (2009)
- Opus Magnum Sinfonia concertante für Kammerorchester (2010)
  - 1) Nigredo
  - 2) Albedo
  - 3) Rubedo
- Alchera für verstärktes Cello und Orchester, Sir Roger Norrington gewidmet (2012)
- The Source Field für Orchester nach dem gleichnamigen Buch von David Wilcock (2013)
  - 1) Space and Time
  - 2) Time and Space
- La Belle Musique N.5-Dhikr für Vibraphon, Klavier und Streichquartett (2014)